# Église Saint-Laurent de Lourouer-Saint-Laurent
Pour les articles homonymes, voir Église Saint-Laurent et Saint Laurent.
L'église Saint-Laurent de Lourouer-Saint-Laurent est une église catholique française. Elle est située sur le territoire de la commune de Lourouer-Saint-Laurent, dans le département de l'Indre, en région Centre-Val de Loire.

## Situation
L'église se trouve dans la commune de Lourouer-Saint-Laurent, au sud-est du département de l'Indre, en région Centre-Val de Loire. Elle est située dans la région naturelle du Boischaut Sud. L'église dépend de l'archidiocèse de Bourges, du doyenné du Boischaut Sud et de la paroisse de La Châtre.

## Histoire
L'église fut construite entre le XIIe siècle et le XVIe siècle.
Au départ, le nom de « l'ourouer » indique un simple oratoire ; il dépendait semble-t-il à l'origine de l'abbaye de Massay. La première mention écrite apparaît dans une bulle papale datée de 1249, confirmant les possessions de l'abbaye de Déols. C'est en 1846 que le nom « Saint-Laurent » est attaché au nom de la commune.
L'édifice est classé au titre des monuments historiques, le 27 janvier 1987.
Construction
L'église semble dater du XIIe siècle. Elle a subi plusieurs modifications et remaniements. Au XIIIe siècle et XIVe siècle, l'abside romane a été supprimée et remplacée par un chevet plat doté d'une grande fenêtre ; et les murs de la nef ont été percés pour adjoindre les chapelles latérales. Une chapelle a été construite sur le mur sud du chœur au XVe siècle ou XVIe siècle.
Remaniements
Le clocher date du XVIIe siècle ou XVIIIe siècle.

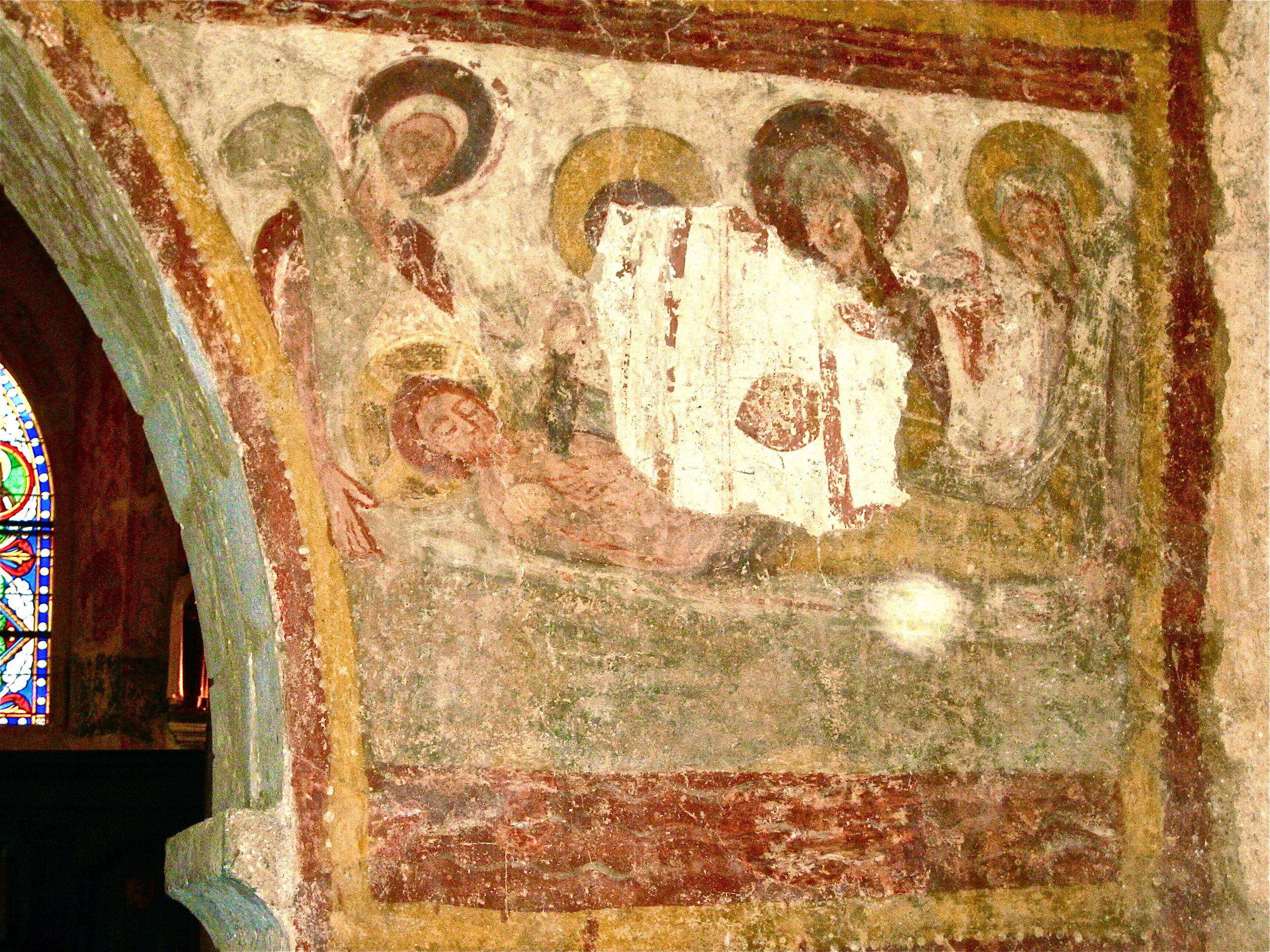
La mise au tombeau.

Au XVIIIe siècle, l'avant-porche a été construit au, ainsi qu'un petit bâtiment accolé au mur nord qui sert de sacristie. En mai 1755, après plusieurs années de vacance, un dénommé Gilbert Guesdon, originaire de Montaigut-en-Auvergne, devient curé de Lourouer. À la révolution, le curé devient officier public, et il continue à inscrire les actes officiels sur les registres d'État civil jusqu'en 1794. Il note régulièrement l'évolution du temps et les récoltes, jusqu'en 1789. Il parle de la « grande peur » en juillet 1789, des diverses lois de laïcisation, et la terreur de 1794. En cette année, il choisit de se retirer à La Châtre.
Un ensemble de boiseries de la deuxième moitié du XVIIIe siècle entoure le chœur, installées pendant que Gilbert Guesdon était curé.
Au cours du XIXe siècle, l'église est régulièrement entretenue : en 1808 et en 1877, on refait la couverture de la nef et du clocher. En 1851, le maire Gustave Papet, ami de George Sand, dirige la construction d'une nouvelle sacristie ; en 1860, on répare le carrelage. En 1906, la démolition de l'ancienne école, qui fut auparavant le presbytère, dégage une grande place publique devant le porche de l'église. La nouvelle école, établissement mixte, est terminée en 1898.
Historique de la restauration récente
En 1981, des sondages ont révélé l'existence de peintures murales sur les murs de la nef et du chœur, datant du XIIe siècle et XIIIe siècle pour les parties représentant des personnages, et du XVe siècle pour les motifs géométriques.

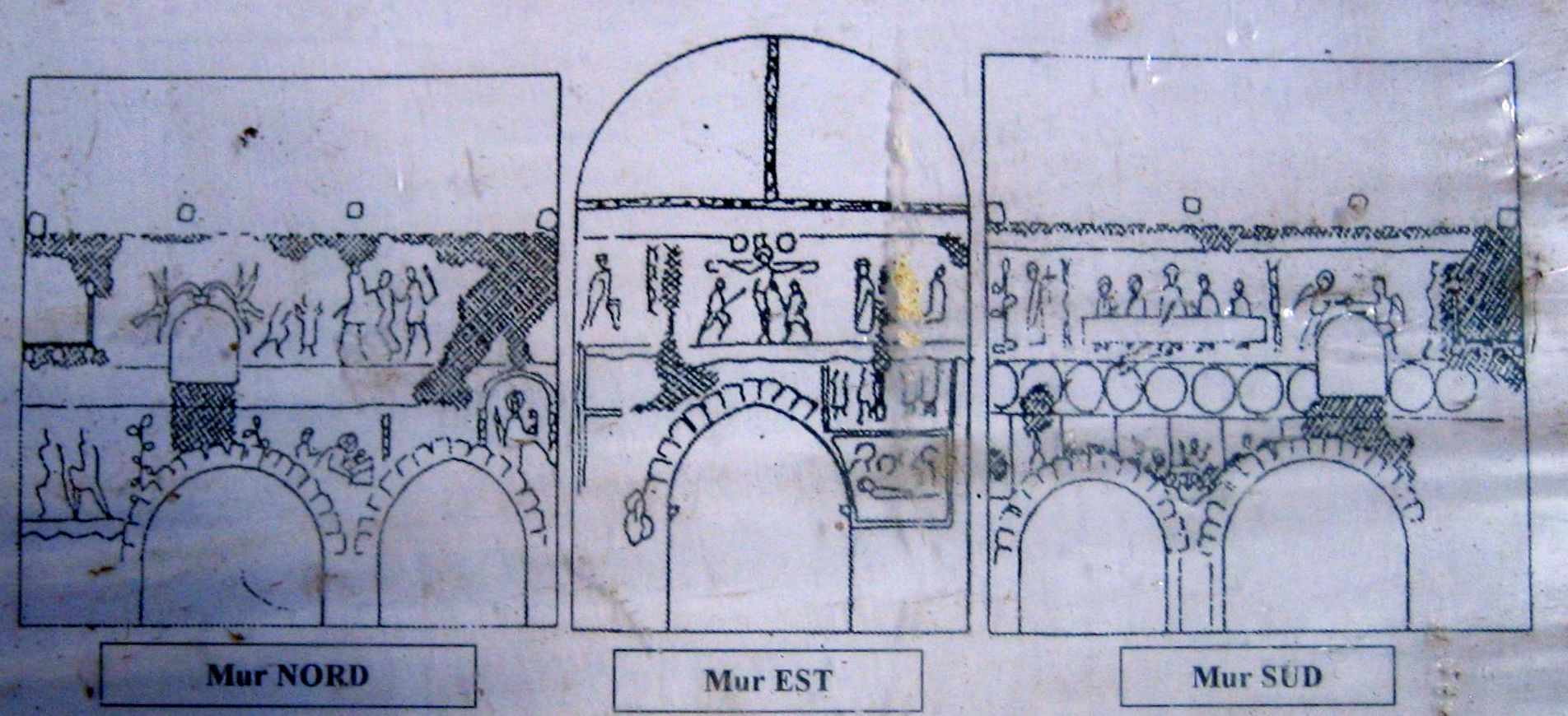
Le plan des fresques dans la nef, en 2012.

L'église a fait l'objet de plusieurs restaurations. On peut distinguer trois phases :
1989-1991 : Les peintures murales du mur est de la nef sont mises au jour, consolidées et fixées.
1999-2001 : Mise hors eau du bâtiment par la réfection totale de la charpente, de la toiture, de la voûte de la nef. Remise en état de la maçonnerie, des huisseries, et des vitraux, consolidation de la maçonnerie et des fresques de la nef, restauration des fresques du chœur (mur diaphragme et encadrement des vitraux derrière l'autel).
2002 : Des sondages faits en 2000 avaient permis de découvrir une porte maçonnée et de nombreuses fresques dans la chapelle nord. Dans cette troisième phase, cette porte, dite « porte des morts », a été rouverte, et quelques peintures ont été mises au jour.
D'autres sondages effectués dans le chœur laissent entrevoir d'autres fresques.

## Description

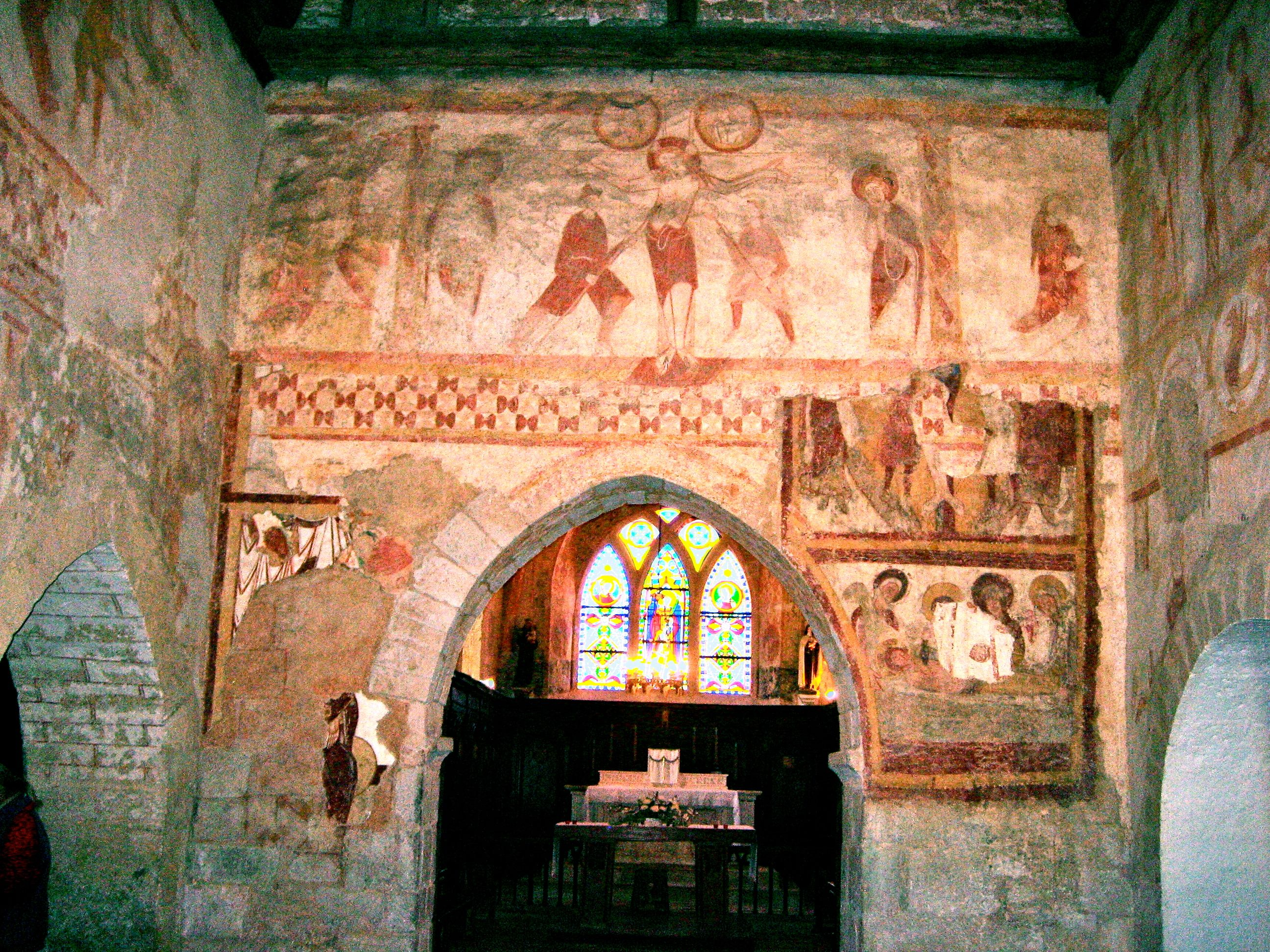
Le mur est.

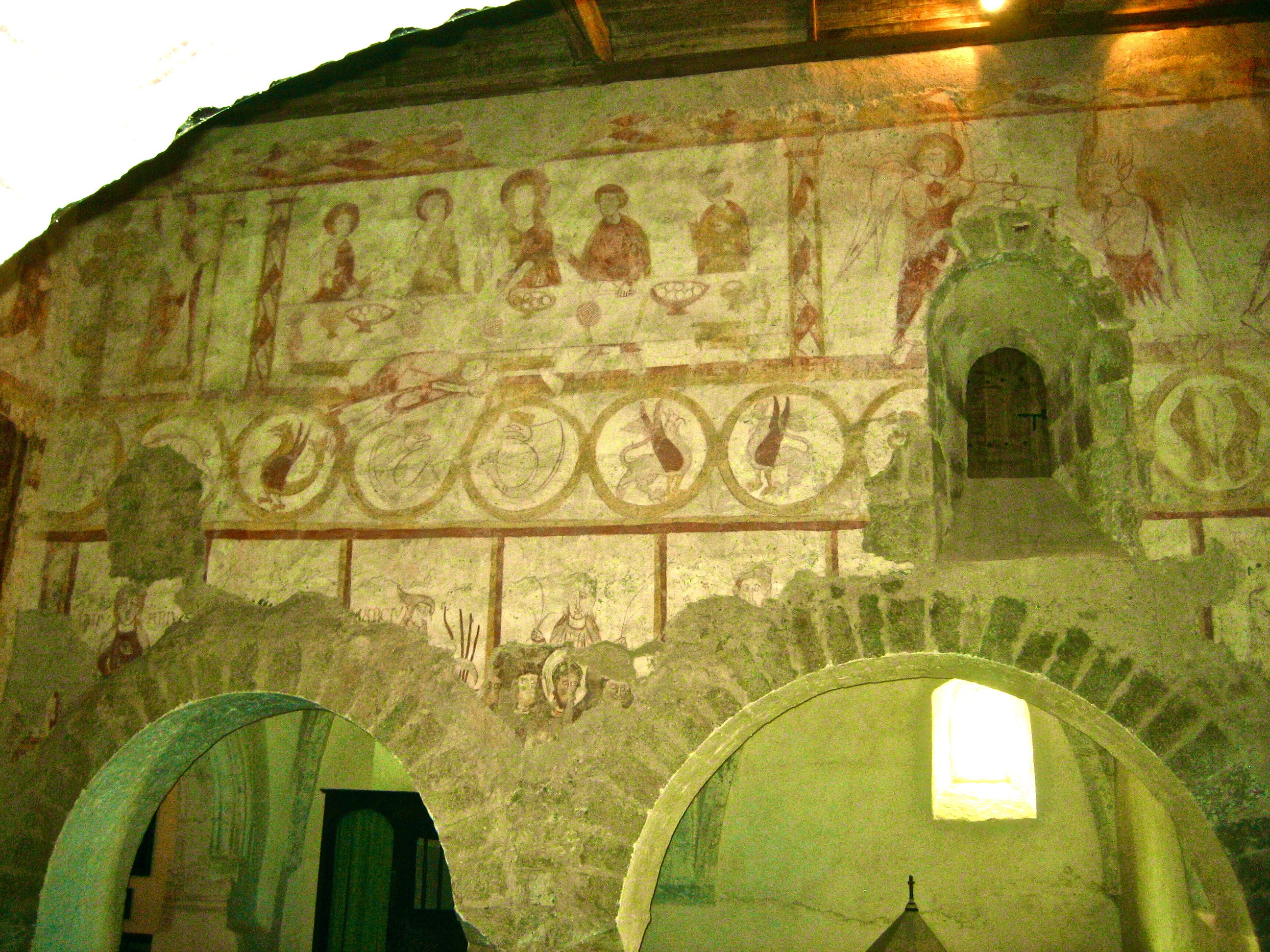
Le mur sud.

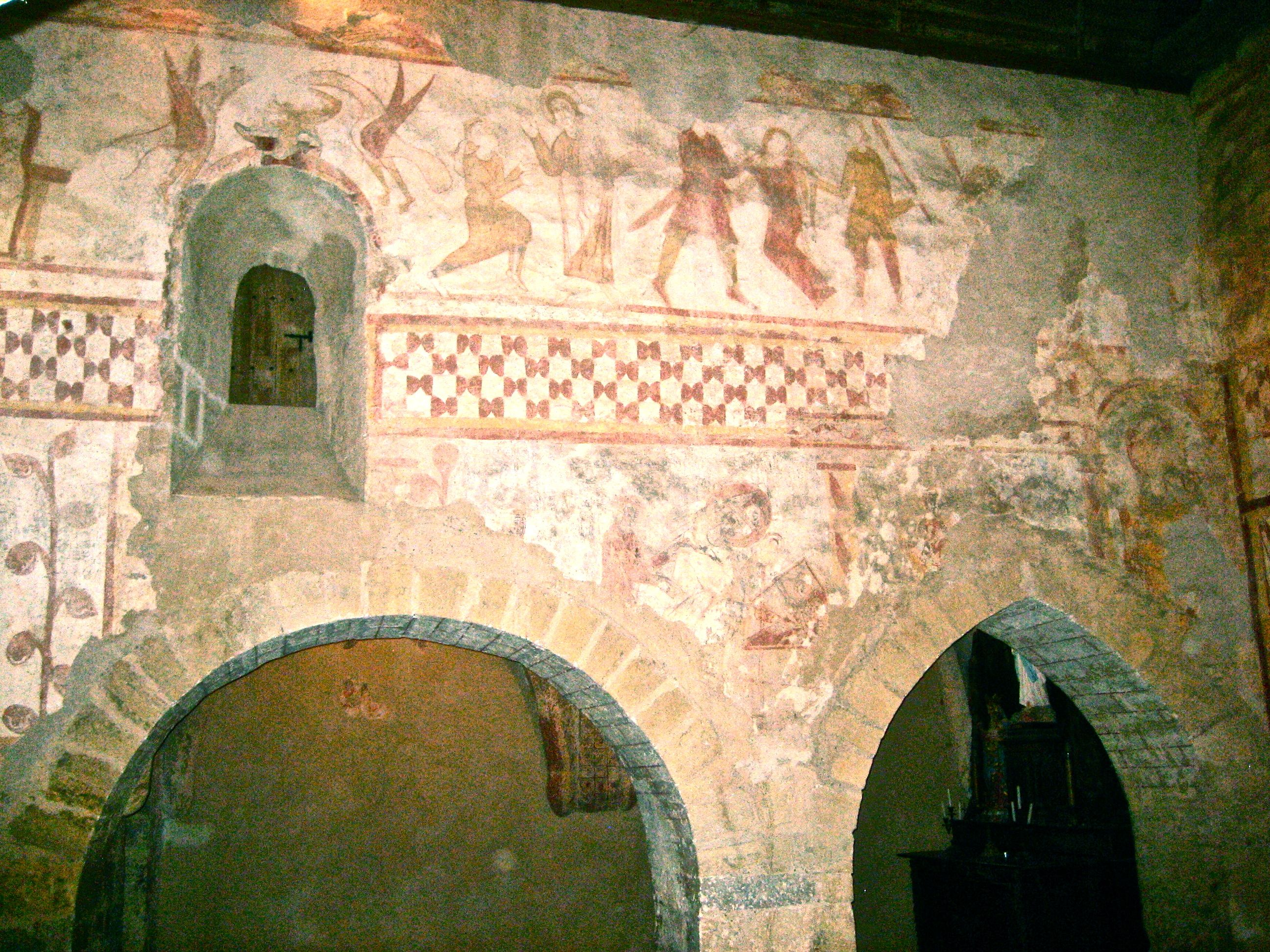
Le mur nord.

### Les fresques de la nef
Les murs de la nef à l'exception du mur ouest jouxtant le porche contiennent un ensemble important de fresques, datées entre le XIIe siècle et le XVe siècle. Elles offrent un décor curieux par la superposition de peintures. Des sondages dans le chœur montrent que par endroits, il y a cinq couches de fresques superposées. Elles témoignent de l'évolution de goûts et des techniques à cette époque.
Mur est
Le mur est comporte deux registres. Registre supérieur : au centre du registre supérieur, une importante scène de crucifixion. En dessous, une importante frise qui probablement couvrait toute la largeur, et qui est abîmée par la mise au jour de la fresque droite du registre inférieur. Registre inférieur : à gauche, il subsiste une draperie, et un fragment d'image qui comporte, en haut à gauche, une main posée sur un livre. À droite, il contient dans sa partie supérieure une crucifixion (dont on reconnaît la partie inférieure de la croix), et dans sa partie inférieure une mise au tombeau. Ces fresques sont datées du XIIIe siècle. La crucifixion centrale du registre supérieur comporte à gauche Marie, à droite Jean, puis les deux personnages romains dont celui de gauche, qui perce d'une lance le cœur de Jésus, porte son nom Longinus, et celui de gauche tient l'éponge de vinaigre au bout de sa lance. Comme c'est l'usage, la lune et le soleil figurent dans des médaillons au-dessus du crucifié.
À droite de la fresque centrale, une femme en prières qui complète la scène du Noli me tangere  du mur sud. À l'extrême gauche, une femme richement vêtue à la mode de la fin du XIIIe siècle.
Mur sud
Le mur sud comprend trois registres superposés. Le registre supérieur, de gauche à droite : un noli me tangere complété par la femme en prière du mur est ; puis le repas chez Simon le Pharisien ; puis saint Michel pesant les âmes face au diable, et enfin un personnage. Le registre médian est constitué d'une série de médaillons contenant des animaux fantastiques. Le registre inférieur est un calendrier, chacun des personnages représente un mois, de janvier à août. En dessous, au centre, un groupe de quatre visages très expressifs, datant du XIIe siècle.
Mur nord
Le mur nord comprend deux registres. Le registre supérieur : un paysan et un personnage tenant des fleurs, avec une inscription « agricolanus », deux oiseau, un saint Jacques bénissant une scène de martyre. Le registre inférieur contient des personnages séparés par des végétaux et de colonnes, et saint Nicolas libérant les enfants du saloir ; à l'angle, un évêque bénissant, peut-être un autre saint Nicolas.